# Línguas do Gana

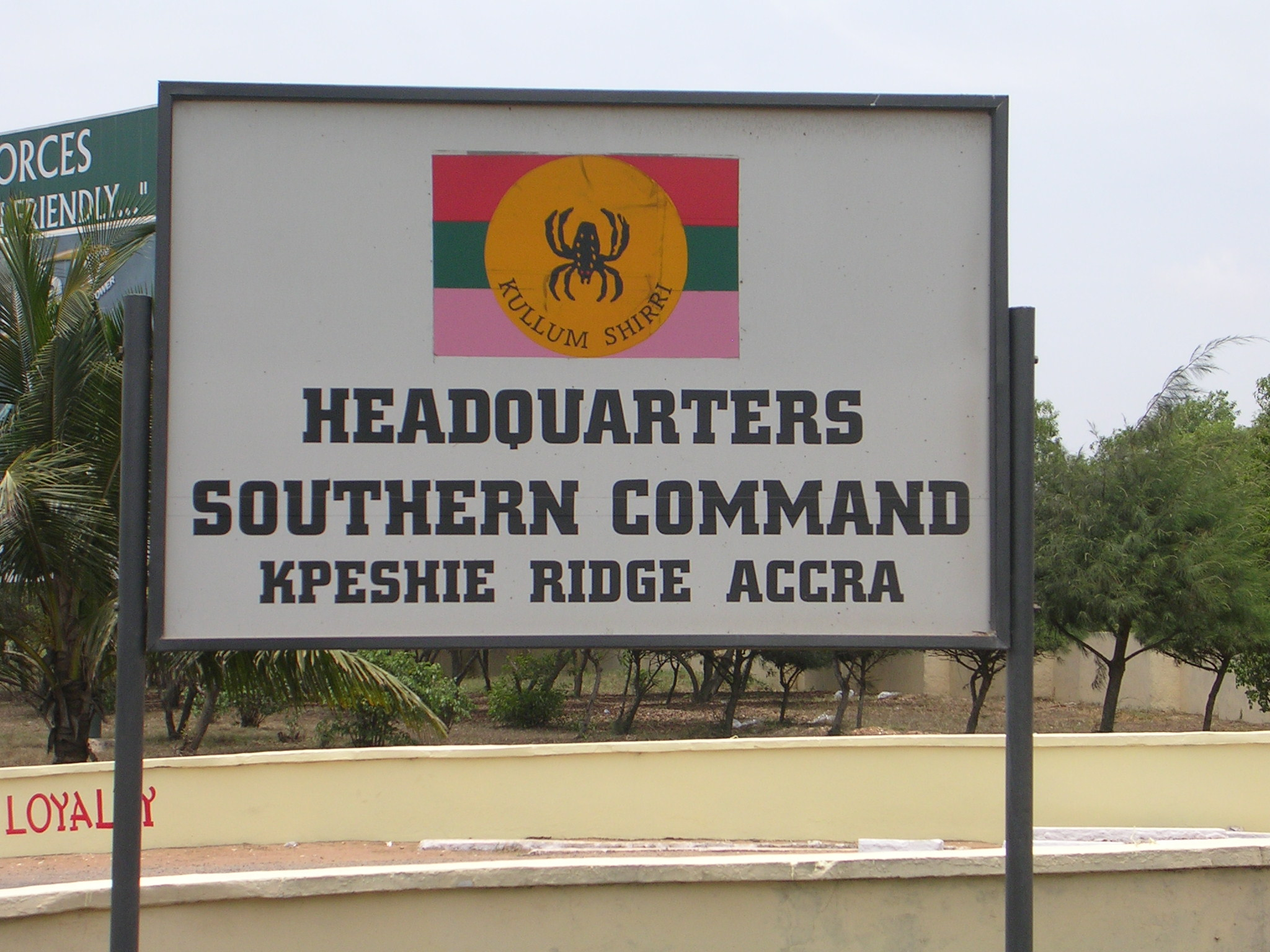
Placa em inglês em Acra

Gana é um país multilingue no qual cerca de oitenta línguas são faladas. Dessas, a língua inglesa, que foi herdada da era colonial, é a língua oficial e lingua franca. Das línguas indígenas de Gana, acã é a mais falada.
Gana tem mais de setenta grupos étnicos, cada um com sua própria língua distinta. Entretanto, as línguas que pertencem ao mesmo grupo étnico são geralmente mutuamente inteligíveis. Por exemplo, as línguas dagani e Mampelle da Região Norte, são mutuamente inteligíveis com o Frafra e Waali línguas da região Alto Oriental de Gana. Essas quatro línguas são da etnia Mole-dagani. Onze línguas têm o status de línguas patrocinadas pelo governo: quatro línguas étnicas acãs (acuapim, axante, fante e Nzema) e duas línguas da etnia mole-dabani  (Dagaare e dagomba). As outras são jeje, Dangme, Ga, gonja, e Kasem.

## Línguas patrocinadas pelo governo
Existem nove línguas patrocinadas pelo governo. Elas são apoiadas pelo Departamento de Línguas do Gana, Que foi criada em 1951 e publica materiais neles. Durante os períodos em que as línguas ganesas foram utilizadas no ensino primário, estas foram as línguas utilizadas. Todas as onze (11) línguas pertencem à família de línguas Níger-Congo, embora a vários ramos diferentes.

### Twi
Como parte do ramo das línguas cuás da família Niger-Congo, as línguas acãs aparecem em um número diverso de dialetos.  Contudo, no que se refere ao estatuto oficial, apenas três (3) são reconhecidas; axante, fante e acuapim. É a língua mais falada em Gana.

### Jeje
Jeje é uma língua bê, parte do ramo Volta–Níger da família Níger-Congo. A língua jeje é falada em Gana, em Togo e em Benim com um traço da língua na Nigéria ocidental.

### Dabani
Dagani é uma das línguas gur. Pertence à maior  grupo étnico Mole-dagani encontrado em Gana e Burkina Faso. É falada pelos Dagombas na Região Norte de Gana.

### Dangme
Dangme é uma das línguas línguas ga-dangme dentro do ramo cuá. É falada em Grande Acra, no sudeste de Gana e Togo.
Dagaare é outra das línguas Gur. É falada na região ocidental superior de Gana. É também falada em Burkina Faso.

### Ga
Ga é a outra língua Ga–Dangme dentro do ramo cuá. Ga é falada no sudeste de Gana, em e ao redor da capital Accra.

### Nzemaa
Nzema é uma das línguas bia, estreitamente relacionada com o acã. É falada pelo povo Nzema na região ocidental de Gana. É também falada na Costa do Marfim.

### Kasem
Kasem é uma língua Gurunsi, no ramo Gur. É falada na região oriental superior de Gana. É também falada em Burkina Faso.

### Gonja
Gonja é uma das línguas guang, parte das línguas tano dentro do ramo cuá juntamente com acã e Bia. É falado na Região Norte de Gana e Wa.

## Classificação de idioma
As línguas do Gana Pertencem aos seguintes ramos dentro da família de línguas Niger-Congo. Classificações mais antigas agrupam-nas como cuá, Gur e Mandê:
- Línguas cuás (acã, Bia, guangue em Tano; Ga e Adangme)
- Línguas bês (jeje)
- Línguas gur (Gurunsi, Dagbani, Mossi, Dagaare, e Frafra em Oti–Volta)
- Línguas senufôs (Nafaanra)
- Línguas kulango
- Línguas mandês (libi)